# Oklepno vozilo
Najpogostejši pomen besede oklepno vozilo (ali neprebojno vozilo za prevoz denarja, varnostno vozilo) je neprebojni kombi ali tovornjak, ki ga uporabljamo za transport vrednih predmetov kot je velika količina denarja (posebno za banke in trgovine). Oklepno vozilo je večnamensko vozilo, ki je oblikovano na način, da lahko zagotovi varnost tovoru, ki ga prevaža in voznikom vozila. Oklepno vozilo je popolnoma neprebojno in lahko vzdrži visoke temperature. Takšna vozila najpogosteje uporabljajo v vojaške namene, toda nekateri proizvajalci vozil kot so Lexus, Mercedes, Toyota, Cadillac, Audi in BMW so ustvarili oklepna vozila namenjena civilni uporabi, običajno za zavarovanje dragocenosti in visokih vplivnih ljudi. Oklepna vozila imajo ojačano lupino in so običajno prilagojena glede na šasijo običajnega kombija ali tovornjaka. Ta vozila so oblikovana na način, da lahko vzdržijo poskuse ropov in ugrabitev. Neprebojna stekla in ojačana lupina sta oblikovana tako, da lahko odbijata naboje iz ročnih pištol in pušk. Lahko jih tudi spremljajo oboroženi varnostniki. Takšna oklepna vozila običajno uporabljajo varnostne službe in se zato pogosto imenujejo kar varnostna vozila.

## Zgodovina
Ideja o oklepnem vozilu sega nazaj do skic oklepnega vozila Leonardo da Vincija za uporabo na bojiščih iz leta 1485. Njegova ideja je bilo vozilo, sestavljeno iz krožne platforme na štirih kolesih z dodanimi lahkimi topovi, obrnjenimi navzven. Kljub dobri ideji se je ta dizajn izkazal kot nepopoln. Med prvimi izdelanimi oklepnimi vozili je bil Bellamore Armored Motor Bank Car, leta 1910, ki je bil namenjen za prevoz denarja za banke kot to počnejo oklepna vozila še dandanes, hkrati pa kot potujoča franšiza banke. Prvi oklepnik, ki je bil predstavljen Britanski vojski leta 1925 je bil Rolls-Royce Ghost, proizvajalca Rolls-Royce. Vozilo se je izkazalo za superiorno med vojno, kar je ustvarilo zahtevo in potrebo po več oklepnih vozilih po celem svetu. Leta 1930 je Mercedez Benz predstavil Nurburg 460, ki je bilo oklepno vozilo uporabljeno za prevoz Papeža Pija XI. Z naraščanjem popularnosti oklepnih vozil, so proizvajalci po celem svetu začeli proizvajati svoje lastne verzije oklepnikov.

## Uporaba v industriji in podjetništvu

### Finančna industrija
Oklepno vozilo v finančni industriji se uporablja za varen prevoz denarja iz ene destinacije na drugo. To koristi bankam, saj daje njihovim uslužbencem več časa za delo s strankami in ponuja varnostno mrežo lastniku, saj ve, da je denar varen pred napadi. 

### Izobraževalna industrija
Šole uporabljajo oklepna vozila za prevoz denarja, ki ga zberejo na različnih dobrodelnih prireditvah in za  prevoz zaslužkov v njihovih menzah. Veliko fakultet ima na kampusu svojo univerzitetno banko, ki potrebuje oklepna vozila za prevoz velikih količin denarja. 

### Zlatarska industrija
Veliko večjih zlatarstev kot so Jared, Key, Roger and Hollands, Tiffany&Co uporablja oklepna vozila za varen prevoz svojega nakita iz njihovih sefov do prodajaln. Zlatarji namreč delajo z dragocenimi kamni in kovinami in morajo biti prepričani, da je lahko njihov izdelek varno dostavljen iz njihovih rok v roke njihovih strank, ki so ga naročile. 

## Vozila
Oklepna lupina in podvozje sta prilagojena na osnovi šasije običajnega kombija ali tovornjaka. Ta vozila so oblikovana na način, da se lahko ubranijo poskusov ropov in ugrabitev. Neprebojna stekla in ojačana lupina so odporna proti nabojem iz ročnih pištol in pušk.

## Varnost in varnost v prometu
Nekatera oklepna vozila v nekaterih državah imajo lahko opozorilne utripajoče luči in sirene. Večina oklepnih vozila ima ojačano sprednjo stran in odbijače, da lahko prevozijo blokade ali druge ovire na cesti, kadar so napadena. Običajno imajo nadzorne kamere, ki snemajo kombi in okolico ter prenašajo sliko tako vozniku v kabino kot tudi na oddaljeno lokacijo v nadzorno sobo v primeru da bi bil celoten posnetek ukraden med napadom.

## Varovanje dostopa
Za preprečitev možnosti vdora je uporabljenih veliko sredstev, ki jih morajo izvesti ne-varnostni delavci, eno od njih je odstranitev zunanjih ključavnic na vratih. Vozilo lahko spremljajo oboroženi varnostniki. Takšna vozila so večinoma v uporabi varnostnih podjetij in so zato imenovana varnostna vozila. 

## Varnostno osebje - varnostniki
Večino oklepnih vozil upravljata dva do trije varnostniki:
-	Voznik, ki običajno ne sme zapustiti vozila dokler se ne vrne v garažo
-	Varnostnik, ki prenaša denar ali druge dragocenosti
Glede na zakonodajo in pristojnost so lahko varnostniki oboroženi. Večina varnostnikov nosi puške, nekateri pa ročne pištole, avtomatsko orožje ali brzostrelke. To so posebno izobraženi varnostniki, ki morajo prestati posebno urjenje, preden jim je dovoljena uporaba omenjenega orožja. Šest držav Evropske unije prepoveduje uporabo orožja med operacijami prenosa denarja. Nekateri varnostniki morajo nositi tudi neprebojne jopiče in čelade.